# Jona Gunther
Jona Gunther is een Surinaams dorpshoofd, bestuurder en politicus. Hij is kapitein van Erowarte en bestuurder in meerdere belangenverenigingen, zoals de inheemse VIDS en KLIM, en het Comité Slachtoffers en Nabestaanden van Politiek Geweld. Tijdens de verkiezingen van 2015 was hij lijsttrekker voor de Amazone Partij Suriname en in 2020 kandideerde hij voor BEP.

## Biografie
Gunther is inheems uit het volk Karaïben. Hij is sinds minimaal 2007 kapitein van Erowarte, waarvoor hij zich richt op de economische ontwikkeling, zoals de aanleg van infrastructuur en nutsvoorzieningen. Na een drinkwaternood in 2012 werd Erowarte voor het eind van dat jaar aangesloten op het waterleidingnet van de SWM.
Hij bestuurslid van de Vereniging Inheemse Dorpshoofden Suriname (VIDS) sinds minimaal 2012 en van Kaliña en Lokono Inheemsen Beneden Marowijne (stand 2018). In 2017 hield hij zich als ondervoorzitter van de VIDS onder meer bezig met de grondenrechten van de inheemsen en de bewustmaking van de uitspraak van het Inter-Amerikaans Hof waardoor Karaïbische en Arowakse rechten zijn erkend.
Hij is bestuurslid van het Comité Slachtoffers en Nabestaanden van Politiek Geweld sinds de oprichting in 2016. Tijdens de Binnenlandse Oorlog (1986-1992) maakte hij deel uit van de Tucajana's en vanuit het comité herinnert hij aan de gruwelijkheden uit die tijd.
Op 15 april 2020, tijdens het begin van de coronacrisis in Suriname, werd hij hardhandig opgepakt door militairen, terwijl ze wisten dat het om de kapitein ging. Hij werd 's ochtendsvroeg opgepakt en zonder eten, water of opgaaf van reden om 20:00 uur vrijgelaten. Volgens de uitleg van het KPS, twee dagen later, zou hij verdacht zijn van het helpen van een quarantainevluchteling uit Frans-Guyana.
Tijdens de verkiezingen van 2015 was hij lijsttrekker voor de Amazone Partij Suriname (APS) in Marowijne maar wist hij geen zetel te verwerven. In aanloop naar de verkiezingen van 2020 wisselde hij van politieke partij en werd hij lid van de Broederschap en Eenheid in de Politiek (BEP). Dat jaar kandideerde hij wederom vergeefs voor een DNA-zetel.